# ヤコポ・アミゴーニ
ヤコポ・アミゴーニ（Jacopo Amigoni、Giacomo Amiconiとも、1685年ころ – 1752年9月）はイタリア生まれの画家である。ドイツ、イギリス、スペインなどヨーロッパ各地で活動した。

## 略歴
ナポリかヴェネツィアで生まれたとされる。アミゴーニの絵のスタイルからはナポリ派の画家、ルカ・ジョルダーノを中心とする画家たちの影響が見られ、フランチェスコ・ソリメーナやローマの画家たちの影響も見られる。フランスでも修行した後、1717年からバイエルンで働き、ミュンヘンのニンフェンブルク宮殿で働き、1719年からはシュライスハイム城、1725年から1729年はオットーボイレン(Ottobeuren)のベネディクト会修道院の壁画を描いた。
1730年から1739年の間はイギリスで働き、イギリスでは劇場の舞台美術の仕事をし、貴族の邸宅の装飾画を描いた。この間パリでも働いた。
イタリアに戻り、修道院の装飾画を描いた後、1747年から亡くなるまでは、マドリードで働き、宮殿の装飾画を描き、王室歌手としてマドリードで働いていた有名なオペラ歌手、ファリネッリの肖像画も描いた。1752年にルイ＝ミシェル・ヴァン・ローの後任として、フェルナンド6世の宮廷画家に任じられ、その年創立された王立サン・フェルナンド美術アカデミーの校長に任じられたが、その年に亡くなった。

## 作品

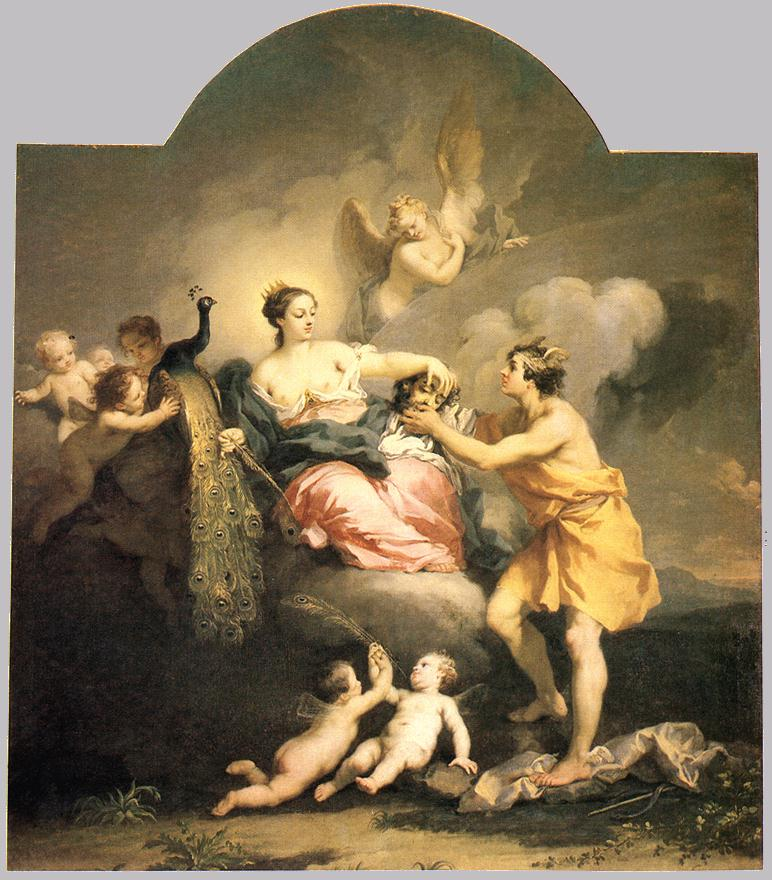
アルゴスの首を受け取るユノ、ハートフォードシャーのムーア・ハウスの装飾画
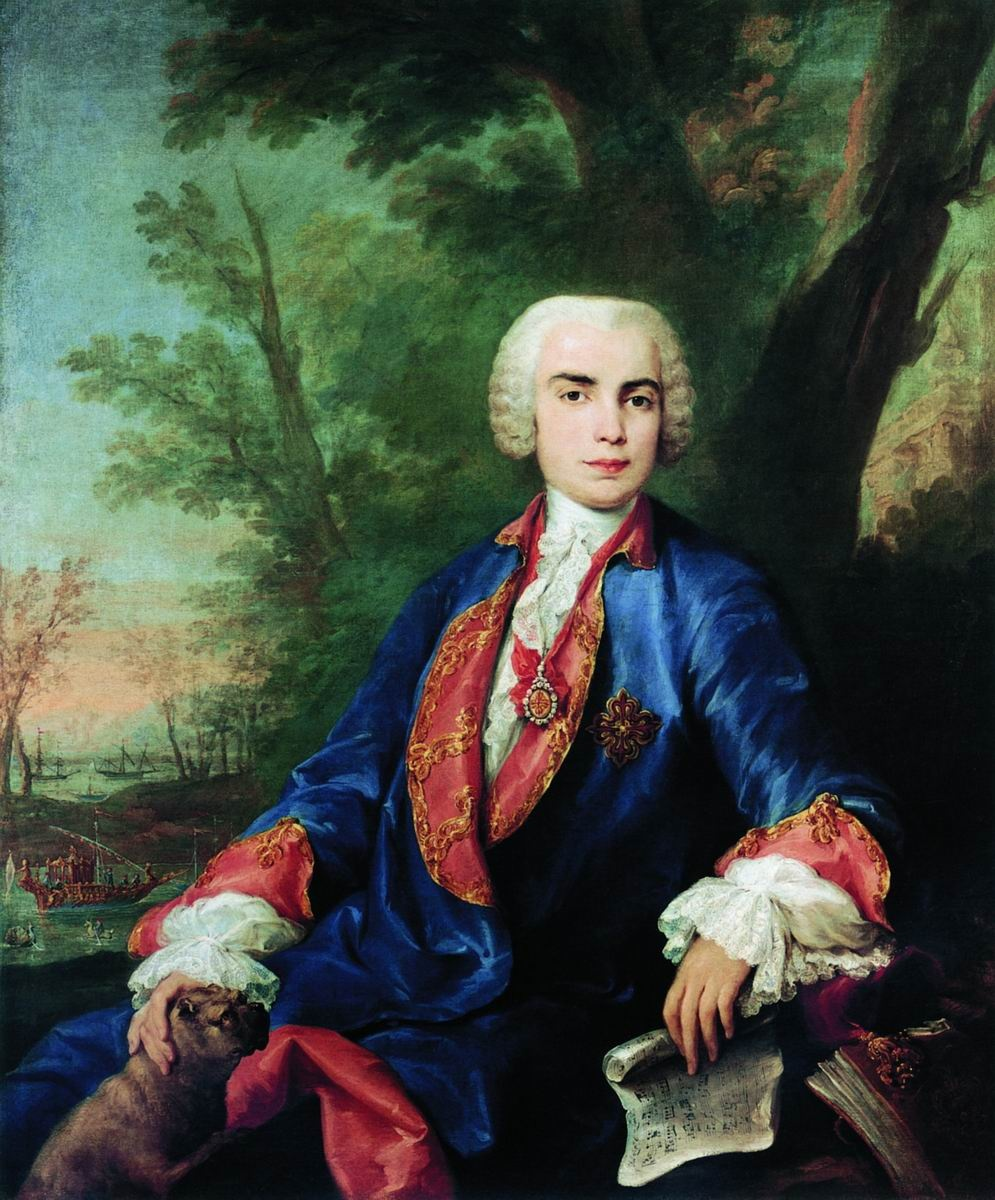
ファリネッリの肖像画
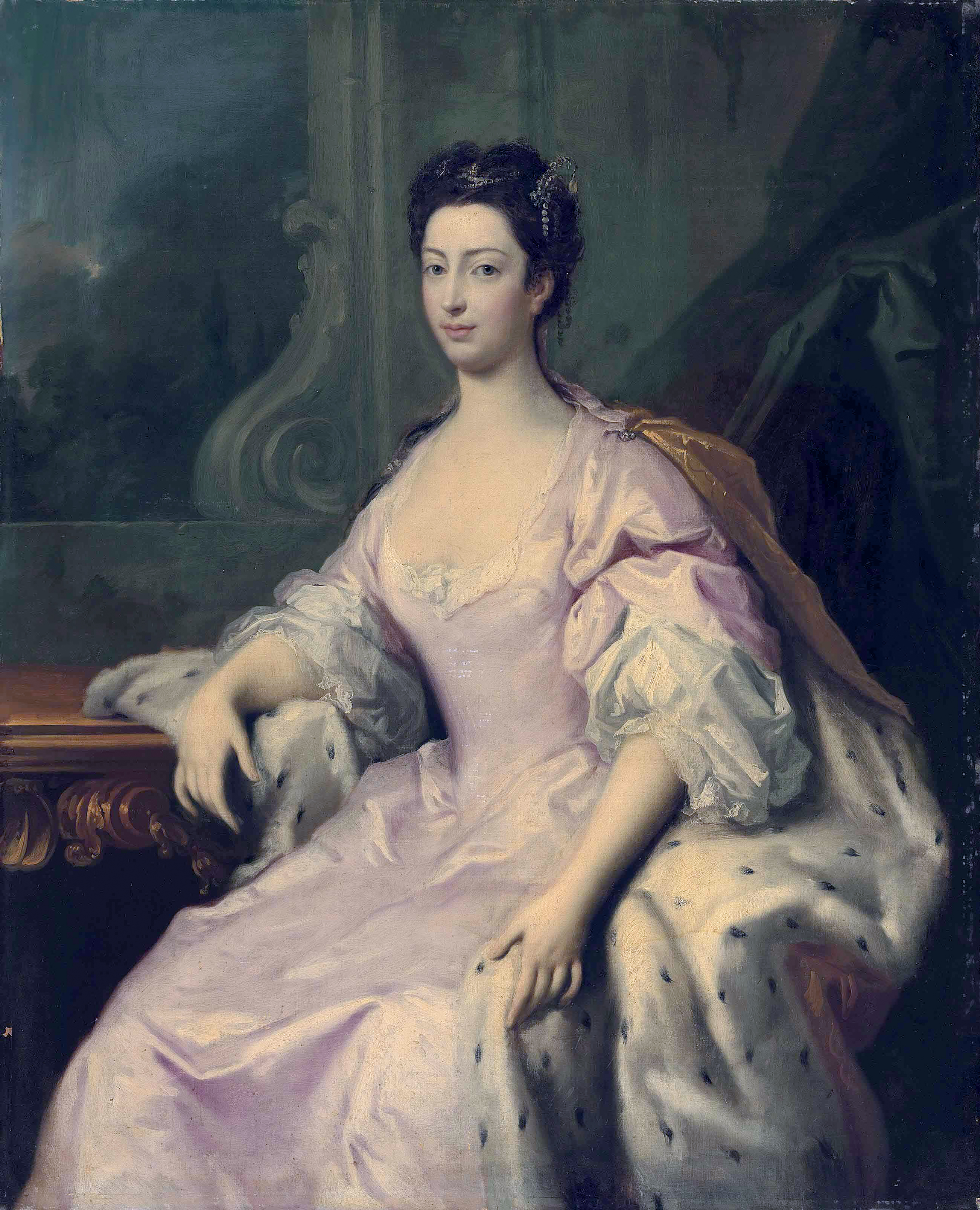
キャロライン・オブ・グレートブリテン
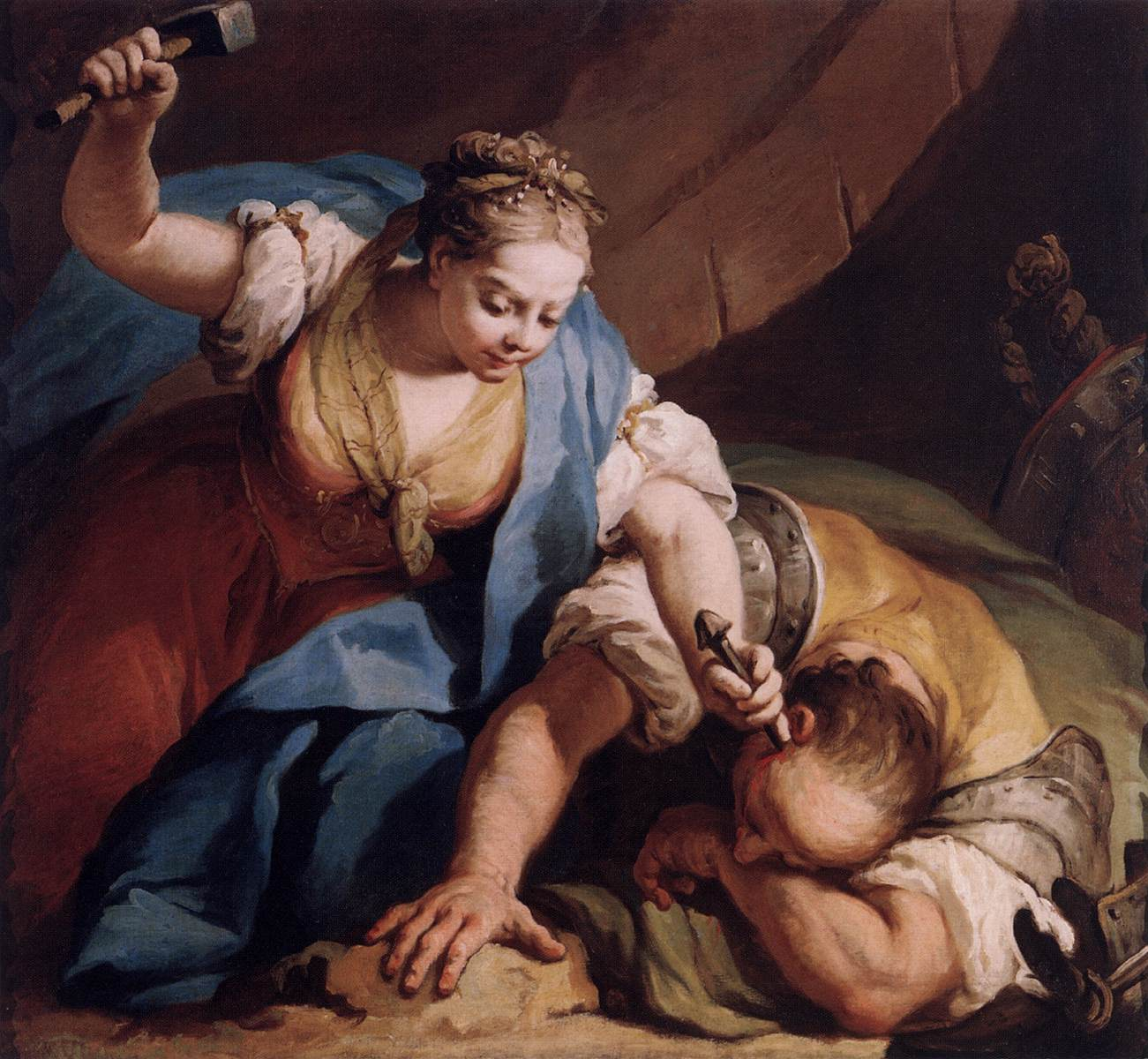
ヤエルとシセラ